# Alopecosa nemurensis
Alopecosa nemurensis är en spindelart som först beskrevs av Embrik Strand 1907.  Alopecosa nemurensis ingår i släktet Alopecosa och familjen vargspindlar. Inga underarter finns listade i Catalogue of Life.